# Змінні типу λ Ерідана
Змінні типу λ Ерідана — клас змінних Be-зір, які демонструють невеликі коливання амплітуди в декілька сотих зоряної величини. Варіації доволі регулярні з періодами від 0,5 до 2,0 діб, і спочатку вони були описані як періодичні Be-зорі. Змінність пояснюють нерадіальними пульсаціями, неоднорідними навколозоряними дисками або обертанням самої зорі .
Ці зорі рідко класифікують або класифікують неправильно[джерело?]. Загальний каталог змінних зір не має типу для змінних λ Еридана, лише GCAS для змінних типу γ Кассіопеї та BE для змінних Be-зір, які не належать до GCAS. Сама λ Ерідана позначена як змінна типу β Цефея. Міжнародний індекс змінних зір AAVSO визначає тип LERI, із 16 зорями в ньому, у п’яти з яких змінність лише підозрюється, а у 13 — поєднується з іншими типами змінності.